# C9N
C9N (abreviado de Canal 9 Noticias) es un canal de televisión abierta paraguayo enfocado en programación noticiera. Inició sus transmisiones como repetidora del canal SNT y posteriormente como canal local. Es propiedad del canal SNT.

## Historia
El 4 de diciembre de 1980, en ese entonces, el canal Televisora del Este fue lanzado al aire con retransmisiones del Sistema Nacional de Televisión junto con programación propia enfocada en el Alto Paraná.
Posee oficinas en Alto Paraná, con estudio propio, nuevas tecnologías y está conformado por jóvenes altoparanaenses.
En septiembre de 2013 fue lanzado como canal independiente junto a Sur TV Itapúa. El 18 de abril de 2017 Paraná TV fue relanzado como C9N siendo el primer canal de noticias en la TV abierta, se lanzó al mismo tiempo que NPY.